# Damrong Rajanubhab
Hoàng tử Tisavarakumarn, Hoàng tử Damrong Rajanubhab (tiếng Thái: สมเด็จพระเจ้าบรมวงศ์เธอ พระองค์เจ้าดิศวรกุมาร กรมพระยาดำรงราชานุภาพ; RTGS: Ditsawarakuman Damrongrachanuphap) (21 tháng 6 năm 1862 - 1 tháng 12 năm 1943) là người sáng lập ra hệ thống giáo dục hiện đại của Thái Lan cũng như chính quyền tỉnh hiện đại. Ông là một nhà sử học tự thuật, một nhà sử học tự học, và là một trong những trí thức có ảnh hưởng nhất ở Thái Lan thời của ông.
Sinh ra như Phra Ong Chao Tisavarakumarn (พระองค์เจ้าดิศวรกุมาร Hoàng tử Tisavarakumarn) Con trai của vua Mongkut với Chư vị Chum (Chao Chom Manda Chum), một người vợ ít hoàng gia; Ban đầu ông học tiếng Thái và tiếng Pali từ những người dạy kèm riêng và tiếng Anh tại Trường Hoàng gia cùng với Francis George Patterson. Ở tuổi 14, ông được học chính thức trong một ngôi trường cung điện đặc biệt do người anh cùng cha khác mẹ, vua Chulalongkorn tạo ra. Từ năm 1880, ông được bổ nhiệm chức vụ quản chế hoàng gia, trở thành chỉ huy Trung đoàn Hoàng gia năm 1880, và sau nhiều năm ông làm việc xây dựng các trường quân đội cũng như hiện đại hóa quân đội nói chung. Năm 1887, ông được bổ nhiệm làm quan chức cao cấp trong quân đội (tổng tư lệnh). Đồng thời, ông được vua chọn làm Bộ trưởng Giáo dục trong nội các tạm thời của ông ta. Khi vua Chulalongkorn bắt đầu chương trình cải cách hành chính năm 1892, Hoàng tử Damrong được chọn làm Bộ trưởng Bộ Bắc (Mahatthai), và được chuyển đổi thành Bộ Nội vụ năm 1894.
Trong thời gian làm bộ trưởng, ông đã hoàn toàn cải tạo lại chính quyền tỉnh. Nhiều tỉnh nhỏ đã được sáp nhập vào các tỉnh lớn hơn, các thống đốc tỉnh đã mất quyền tự trị nhất khi chức vụ này được chuyển đổi thành một bộ do Bộ bổ nhiệm và trả lương, và một bộ phận hành chính mới - vòng tròn bao gồm nhiều tỉnh - được thành lập. Giáo dục chính thức của cán bộ hành chính đã được giới thiệu. Hoàng tử Damrong là một trong những cố vấn quan trọng nhất của nhà vua, và chỉ đứng sau ông ta nắm quyền.

## Khí hậu chính trị ở Xiêm (1855-1893)
For further information, see: Gustave Rolin-Jaequemyns #Situation in Siam
Các truyền thống pháp luật không có ý nghĩa gì đối với người nước ngoài. Họ cũng không biết gì về khí hậu chính trị cổ đại. Cũng không nhận thức được rằng Hiệp ước Bowring, mà gần như tất cả đều coi là một tiến bộ đáng kể, đã không hoàn thành mục tiêu của nó và đã được thiết lập lại cho người Xiêm trong những thập niên tiếp theo. Các cuộc cải cách tháng tháng đã gặp phải sự phản kháng, phức tạp bởi sự can thiệp của Pháp vào chính quyền Xiêm.

## Cố vấn nước ngoài
Hoàng tử Damrong đã đi đến châu Âu để tìm kiếm một cố vấn chung Châu Âu cho nhà vua qua kênh đào Suez. Tháng 12 năm 1891, trong một bữa ăn trưa do Đại sứ Anh tại Ai Cập tổ chức, Damrong đã gặp Gustave Rolin-Jaequemyns, người đã biên tập ấn bản đầu tiên của Revue de Droit International and the Législation Comparée ("Xem lại luật pháp quốc tế và luật pháp so sánh"), Đã xuất hiện vào cuối năm 1868 với sự đóng góp của nhiều học giả nổi tiếng. Sau một cuộc trao đổi vội vã với Bangkok, hoàng tử đã có thể cung cấp cho Rolin-Jaequemyns mức lương hàng năm là 3.000 bảng. Trong số những người kế nhiệm ông là Edward Strobel, cố vấn người Mỹ đầu tiên trong lĩnh vực đối ngoại, tiếp theo là những tên tuổi nhỏ hơn của Jens Westengard, Eldon James và Francis B. Sayre. Strobel, Westengard, James và Sayre đều là giáo sư luật Harvard.

## Năm sau
Sau cái chết của vua Chulalongkorn vào năm 1910, mối quan hệ với người kế vị Vua Vajiravudh của ông đã kém hiệu quả. Hoàng tử Damrong cuối cùng đã từ chức vào năm 1915 từ chức vụ của ông tại Bộ, chính thức do các vấn đề sức khoẻ, vì nếu không việc từ chức sẽ giống như một sự đối xử với hoàng gia.
Trong thời trị vì của Vua Prajadhipok, hoàng tử đề nghị nhà vua tìm Viện Hoàng gia, chủ yếu là trông coi Thư viện Quốc gia và các viện bảo tàng. Ông trở thành chủ tịch đầu tiên của Viện Hoàng gia Thái Lan. Ông được vua Vua Prajadhipok trao tặng danh hiệu Đế quốc Somdet Phra Chao Boromawong Thoe Krom Phraya Damrong Rajanubhab để thừa nhận công việc của mình. Điều này đã trở thành cái tên mà ông thường được biết đến.
Trong những năm tiếp theo, Damrong làm việc như một nhà sử học tự học, cũng như viết sách về văn học, văn hoá và nghệ thuật Thái Lan. Ngoài các tác phẩm của ông, Thư viện Quốc gia, cũng như Bảo tàng Quốc gia.
Là một trong những nhà chính trị chính cho chế độ quân chủ không minh bạch, sau cuộc cách mạng Xiêm năm 1932 đưa ra chế độ quân chủ về Vương quốc, Damrong đã bị lưu đày đến Penang tại Anh quốc Malaysia. Năm 1942, sau khi cơ sở cũ đã lấy lại được sức mạnh từ các nhà cải cách năm 1932, ông được phép trở lại Bangkok, nơi ông qua đời một năm sau đó.
Hoàng tử Damrong được coi là cha đẻ của lịch sử Thái Lan, hệ thống giáo dục, hệ thống y tế (Bộ Y tế ban đầu là bộ phận của Bộ Nội vụ) và chính quyền tỉnh. Ông cũng có một vai trò quan trọng trong việc tạo ra hệ tư tưởng nhà nước chống dân chủ của Bangkok về "Thainess".
Vào năm trăm năm sau, vào năm 1962, ông trở thành người Thái đầu tiên được đưa vào danh sách những người nổi tiếng nhất thế giới của UNESCO. Ngày 28 tháng 11 năm 2001, để tôn vinh những đóng góp của hoàng tử cho đất nước, chính phủ tuyên bố rằng ngày 1 tháng 12 sẽ được gọi là "Ngày Damrong Rajanupab".

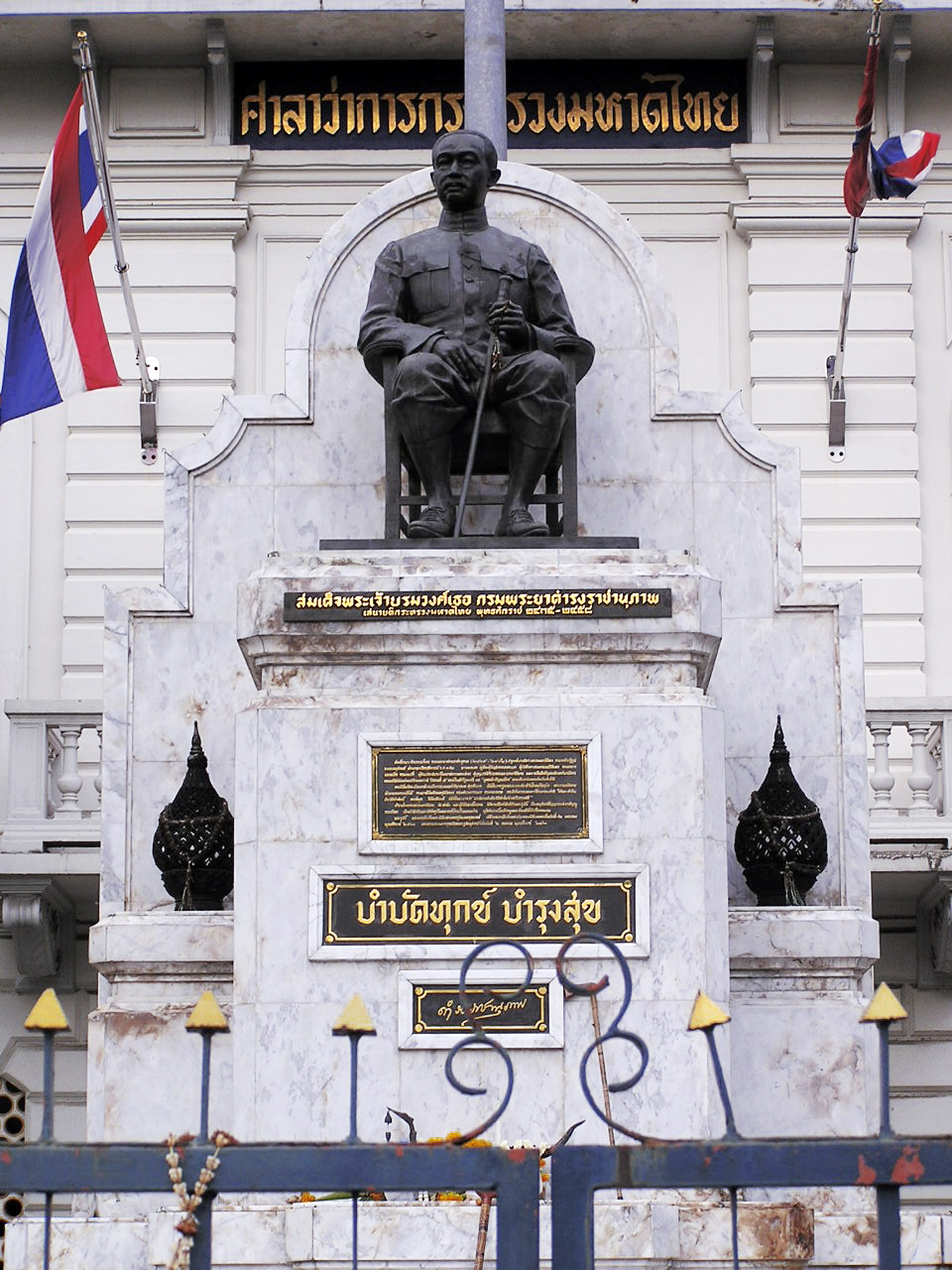
Royal Monument of HRH Prince Tisavarakumarn, Prince Damrong Rajanubhab

Nhiều con cháu của ông sử dụng họ Tisakula hoàng gia (tiếng Thái: ดิศกุล)

## Tác phẩm
Hoàng tử Damrong đã viết rất nhiều sách và bài báo, trong đó chỉ có một vài bản dịch tiếng Anh:
- Our Wars with the Burmese: Thai-Burmese Conflict 1539–1767, ISBN 974-7534-58-4
- Journey through Burma in 1936: A View of the Culture, History and Institutions, ISBN 974-8358-85-2
- H. R. H. Prince Damrong (1904). "The Foundation of Ayuthia" (PDF). Journal of the Siam Society. Quyển JSS Vol. 1.0e số digital. Siam Heritage Trust. Bản gốc (PDF) lưu trữ ngày 2 tháng 8 năm 2019. Truy cập ngày 1 tháng 8 năm 2013.
- Wright, Arnold (2008) [1908]. Wright, Arnold; Breakspear, Oliver T (biên tập). Twentieth century impressions of Siam (PDF 65.3 MB). London&c: Lloyds Greater Britain Publishing Company. for which Prince Damrong offered advice and images